# Gubernia chersońska

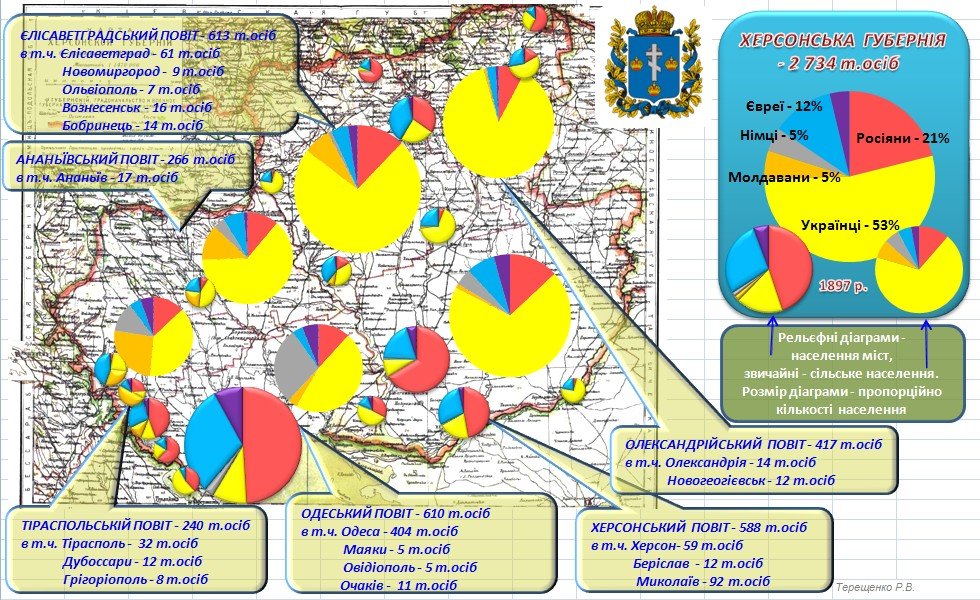
Mapa etnograficzna guberni chersońskiej według spisu 1897

Gubernia chersońska (ros. Херсонская губерния) – gubernia znajdująca się na południu Imperium Rosyjskiego, istniejąca w latach 1802–1921. Powstała z podziału w 1802 guberni noworosyjskiej, w latach 1802–1803 nosiła nazwę guberni mikołajowskiej. Siedzibą władz guberni był Chersoń. Wchodziła w skład regionu określanego w Imperium Rosyjskim jako Noworosja.
Na północy graniczyła z guberniami połtawską, kijowską i podolską, na południu z Morzem Czarnym i gubernią taurydzką, na wschodzie z guberniami taurydzką i jekaterynosławską, na zachodzie przez Dniestr graniczyła z gubernią besarabską.
Największe miasta guberni to Odessa, Chersoń i Mikołajów.

## Podział administracyjny
Gubernia dzieliła się na 6 ujezdów:
- powiat chersoński
- powiat ananijewski
- powiat jelizawietgradzki
- powiat tyraspolski
- powiat odeski
- powiat ołeksandrijski

## Demografia
Ludność guberni według spisu powszechnego 1897 wynosiła 2 733 612 osób – Ukraińców (53,9%), Rosjan (21,0%), Żydów (11,8%), Mołdawian i Rumunów (5,4%), Niemców (4,5%), Polaków (1,1%), Białorusinów, Bułgarów i Greków.

### Ludność w ujezdach według deklarowanego języka ojczystego 1897[1]
| Ujezd            | Ukraińcy | Rosjanie | Żydzi | Mołdawianie i Rumuni | Niemcy | Polacy | Bułgarzy | Białorusini | Grecy |
| ---------------- | -------- | -------- | ----- | -------------------- | ------ | ------ | -------- | ----------- | ----- |
| Gubernia łącznie | 53,9%    | 21,0%    | 11,8% | 5,4%                 | 4,5%   | 1,1%   | 0,9%     | 0,8%        | 0,3%  |
| Aleksandryjski   | 85,1%    | 9,4%     | 3,7%  | 0,7%                 | 0,3%   | 0,2%   | …        | 0,6%        | …     |
| Ananijewski      | 62,0%    | 11,0%    | 8,3%  | 13,5%                | 3,8%   | 0,7%   | 0,2%     | …           | …     |
| Jelizawetgradzki | 66,1%    | 15,2%    | 9,4%  | 6,0%                 | 0,9%   | 0,4%   | 0,8%     | 1,0%        | …     |
| Odeski           | 21,9%    | 37,4%    | 22,0% | 1,2%                 | 10,3%  | 3,0%   | 1,4%     | 0,1%        | 1,2%  |
| Tyraspolski      | 33,3%    | 16,9%    | 9,9%  | 24,9%                | 9,8%   | 0,8%   | 3,7%     | 0,1%        | …     |
| Chersoński       | 55,1%    | 24,6%    | 11,9% | 0,8%                 | 3,5%   | 0,9%   | 0,6%     | 2,1%        | …     |

Za czasów Państwa Ukraińskiego (kwiecień-grudzień 1918) gubernia została podzielona na 9 powiatów – oprócz 6 istniejących dotychczas dołączono 3 powiaty z guberni besarabskiej: benderski, akermański i izmailski.
Większość obszaru dawnej guberni chersońskiej wchodzi obecnie w skład obwodu chersońskiego Ukrainy, utworzonego 30 marca 1944 jako obwód USRR.

### Miasta

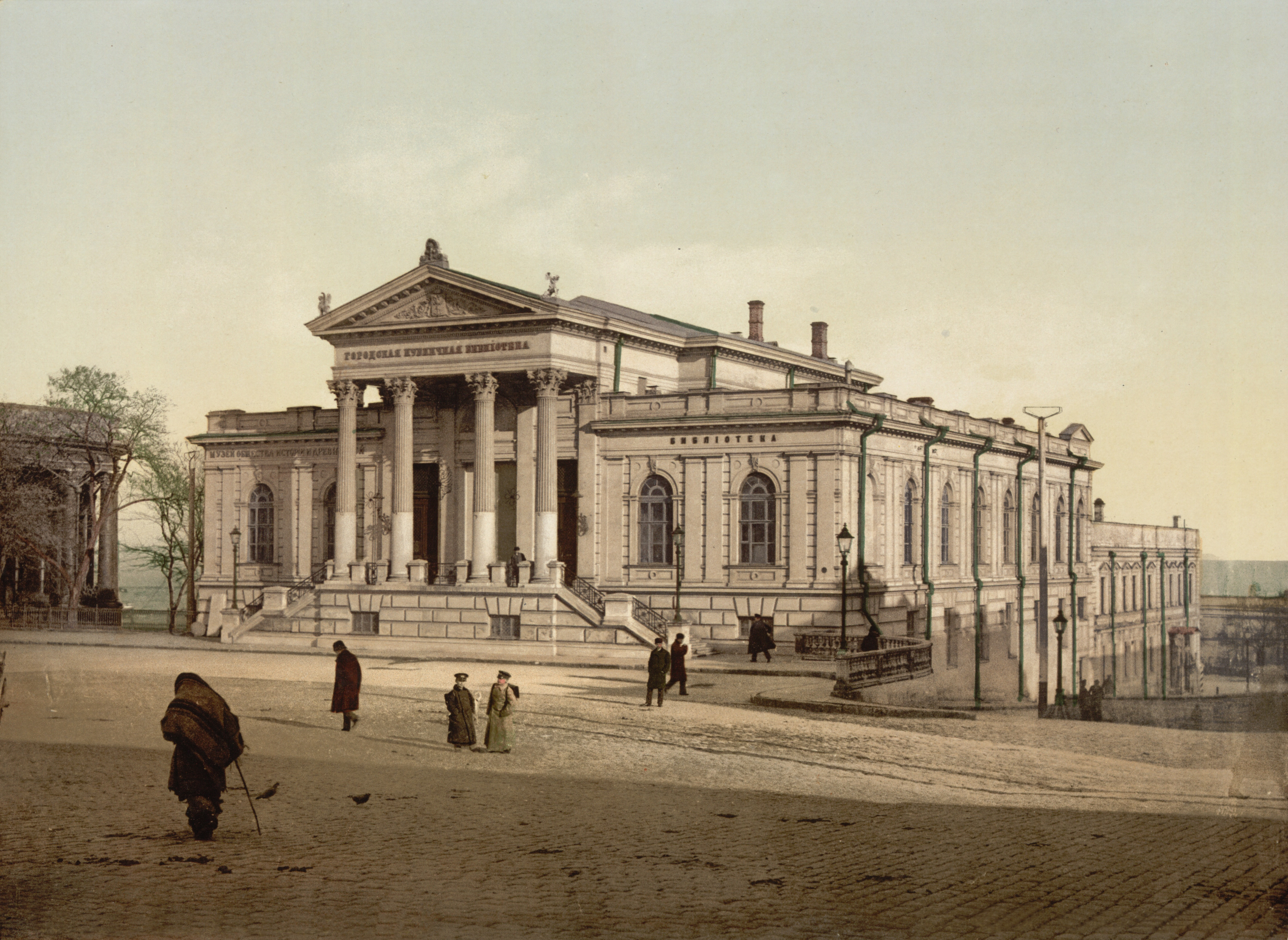
Odessa, ok. 1900

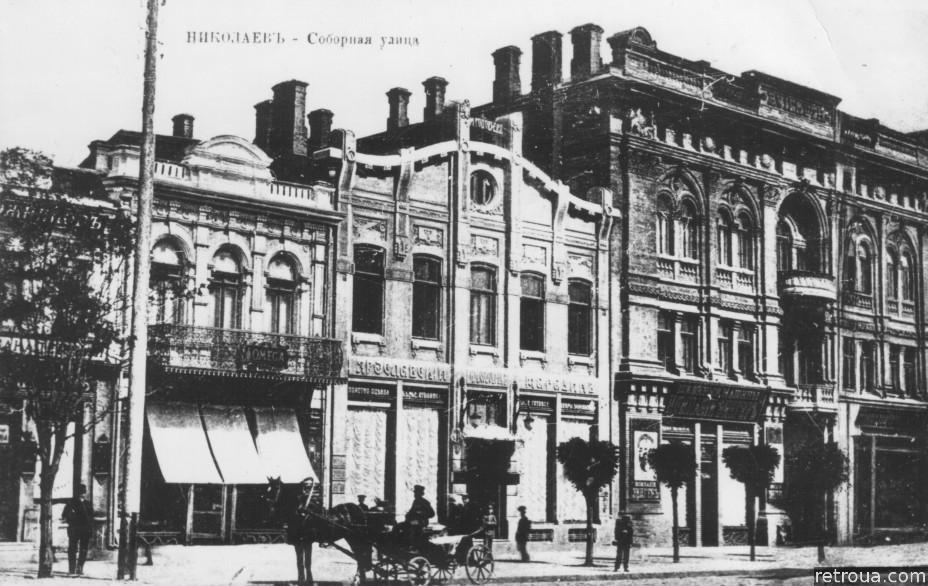
Mikołajów, 1899

Większość miast guberni została założona za panowania rosyjskiego po zajęciu obszarów Zaporoża kosztem Polski i Jedysanu kosztem Imperium Osmańskiego i Chanatu Krymskiego. Lista największych miast guberni na podstawie danych z carskiego spisu powszechnego z 1897 roku oraz porównanie wcześniejszej i późniejszej przynależności państwowej i administracyjnej:
|     | miasto         | populacja | państwo (1569–1667) | państwo (1667–1774) | państwo (1774–1792) | republika radziecka (1924–1940) | państwo (od 1991) |
| --- | -------------- | --------- | ------------------- | ------------------- | ------------------- | ------------------------------- | ----------------- |
| 1.  | Odessa         | 403 815   | Turcja              | Turcja              | Turcja              | Ukraińska SRR                   | Ukraina           |
| 2.  | Mikołajów      | 92 012    | Turcja              | Turcja              | Rosja               | Ukraińska SRR                   | Ukraina           |
| 3.  | Jelizawietgrad | 61 488    | Polska              | Rosja               | Rosja               | Ukraińska SRR                   | Ukraina           |
| 4.  | Chersoń        | 59 076    | Chanat Krymski      | Chanat Krymski      | Rosja               | Ukraińska SRR                   | Ukraina           |
| 5.  | Tyraspol       | 31 616    | Turcja              | Turcja              | Turcja              | Mołdawska ASRR                  | Mołdawia          |
| 6.  | Anańjiw        | 16 684    | Turcja              | Turcja              | Turcja              | Mołdawska ASRR                  | Ukraina           |
| 7.  | Wozniesieńsk   | 15 748    | Turcja              | Turcja              | Rosja               | Ukraińska SRR                   | Ukraina           |
| 8.  | Bobryniec      | 14 281    | Polska              | Rosja               | Rosja               | Ukraińska SRR                   | Ukraina           |
| 9.  | Aleksandria    | 14 007    | Polska              | Rosja               | Rosja               | Ukraińska SRR                   | Ukraina           |
| 10. | Berysław       | 12 149    | Turcja              | Turcja              | Rosja               | Ukraińska SRR                   | Ukraina           |